# Victor Renaudin
Pour les articles homonymes, voir Renaudin.
Victor Renaudin est un militant syndicaliste (Cuirs et Peaux), secrétaire général de la CGT entre septembre 1900 et avril 1901.

## Biographie
Victor Renaudin naît à Villeneuve-le-Comte le 21 octobre 1867. Résidant à Paris, en tant que délégué, il assiste au IXe congrès national corporatif — 3e de la CGT — tenu à Toulouse (Haute-Garonne) en septembre 1897, y représentant divers syndicats parisiens des Cuirs et Peaux ; puis toujours comme délégué au XIe congrès national corporatif — 5e de la CGT — tenu à la Bourse du Travail de Paris en septembre 1900. Il est élu secrétaire général de la CGT de septembre 1900 jusqu’en avril 1901.
Il meurt à Paris le 13 décembre 1942.